# 海蘭公園 (印第安納州)
海蘭公園（英語：Highlands Park）是位於美國印地安納州科西阿斯科縣的一個非建制地區。該地的面積和人口皆未知。